# Arraiolos-Gruppe
Die Arraiolos-Gruppe ist ein seit 2003 bestehender informeller Zusammenschluss von sechzehn nicht-exekutiven Staatsoberhäuptern innerhalb der Europäischen Union. Nicht-exekutiv sind in der Regel die Staatspräsidenten in parlamentarischen Regierungssystemen, sie erfüllen meist nur repräsentative Funktionen. Die Gruppe wurde 2003 auf Initiative von Jorge Sampaio gegründet und hält einmal jährlich ein Treffen ab. Sie wurde nach der portugiesischen Stadt Arraiolos, wo das erste Treffen stattfand, benannt. Die Treffen dauern mehrere Tage und enden mit gemeinsamen politischen Erklärungen der Teilnehmer zu internationalen Themen. Derzeit sind die Staatsoberhäupter Bulgariens, Deutschlands, Estlands, Finnlands, Griechenlands, Irlands, Italiens, Kroatiens, Lettlands, Maltas, Österreichs, Polens, Portugals, Sloweniens, der Slowakei und Ungarns Mitglieder der Gruppe.

## Treffen
| Nr. | Jahr | Stadt                         | Land         | Teilnehmer |
| --- | ---- | ----------------------------- | ------------ | --- |
| 1.  | 2003 | Arraiolos                     | Portugal     | Johannes Rau, Tarja Halonen, Vaira Vīķe-Freiberga, Aleksander Kwaśniewski, Jorge Sampaio, Ferenc Mádl |
| 2.  | 2005 | Helsinki                      | Finnland     | Horst Köhler, Tarja Halonen, Vaira Vīķe-Freiberga, Heinz Fischer, Jorge Sampaio |
| 3.  | 2006 | Dresden                       | Deutschland  | Horst Köhler, Tarja Halonen, Carlo Azeglio Ciampi, Vaira Vīķe-Freiberga, Heinz Fischer, Jorge Sampaio, Ferenc Gyurcsány (Ministerpräsident) |
| 4.  | 2007 | Riga                          | Lettland     | Horst Köhler, Tarja Halonen, Giorgio Napolitano, Vaira Vīķe-Freiberga, Heinz Fischer, Lech Kaczyński, Aníbal Cavaco Silva, László Sólyom |
| 5.  | 2008 | Graz                          | Österreich   | Horst Köhler, Tarja Halonen, Giorgio Napolitano, Valdis Zatlers, Heinz Fischer, Lech Kaczyński, Aníbal Cavaco Silva, László Sólyom |
| 6.  | 2009 | Neapel                        | Italien      | Horst Köhler, Giorgio Napolitano, Heinz Fischer, Aníbal Cavaco Silva, László Sólyom |
| 7.  | 2011 | Budapest                      | Ungarn       | Christian Wulff, Tarja Halonen, Giorgio Napolitano, Valdis Zatlers, Heinz Fischer, Bronisław Komorowski, Aníbal Cavaco Silva, Danilo Türk, Pál Schmitt |
| 8.  | 2012 | Helsinki                      | Finnland     | Christian Wulff, Tarja Halonen, Giorgio Napolitano, Andris Bērziņš, Heinz Fischer, Aníbal Cavaco Silva, Danilo Türk, Pál Schmitt |
| 9.  | 2013 | Krakau                        | Polen        | Joachim Gauck, Rossen Plewneliew, Toomas Hendrik Ilves, Giorgio Napolitano, Sauli Niinistö, Andris Bērziņš, Bronisław Komorowski, Aníbal Cavaco Silva, Borut Pahor |
| 10. | 2014 | Braga                         | Portugal     | Joachim Gauck, Sauli Niinistö, Toomas Hendrik Ilves, Andris Bērziņš, Heinz Fischer, Bronisław Komorowski, Aníbal Cavaco Silva, János Áder, Rossen Plewneliew |
| 11. | 2015 | Erfurt und Eisenach, Wartburg | Deutschland  | Joachim Gauck, Sauli Niinistö, Sergio Mattarella, Raimonds Vējonis, Heinz Fischer, Marie-Louise Coleiro Preca, Andrzej Duda, Aníbal Cavaco Silva, Borut Pahor, Toomas Hendrik Ilves, Rossen Plewneliew                                                                         |
| 12. | 2016 | Sofia und Plowdiw             | Bulgarien    | Rossen Plewneliew, Joachim Gauck, Sauli Niinistö, Sergio Mattarella, Raimonds Vējonis, Marie-Louise Coleiro Preca, Andrzej Duda, Marcelo Rebelo de Sousa, Borut Pahor, János Áder                                                                                              |
| 13. | 2017 | Valletta                      | Malta        | Marie-Louise Coleiro Preca, Alexander Van der Bellen, Rumen Radew, Kolinda Grabar-Kitarović, Kersti Kaljulaid, Frank-Walter Steinmeier, Prokopis Pavlopoulos, János Áder, Sergio Matterella, Raimonds Vējonis, Andrzej Duda, Marcelo Rebelo de Sousa, Borut Pahor              |
| 14. | 2018 | Riga                          | Lettland     | Rumen Radew, Frank-Walter Steinmeier, Kersti Kaljulaid, Sauli Niinistö, Prokopis Pavlopoulos, Sergio Mattarella, Kolinda Grabar-Kitarović, Raimonds Vējonis, Marie Louise Coleiro Preca, Alexander Van der Bellen, Andrzej Duda, Marcelo Rebelo de Sousa, Borut Pahor          |
| 15. | 2019 | Athen                         | Griechenland | Rumen Radew, Kersti Kaljulaid, Prokopis Pavlopoulos, Michael D. Higgins, Sergio Mattarella, Kolinda Grabar-Kitarović, Egils Levits, George Vella, Andrzej Duda, Marcelo Rebelo de Sousa, Borut Pahor, János Áder, Frank-Walter Steinmeier                                      |
| 16. | 2021 | Rom                           | Italien      | Rumen Radew, Kersti Kaljulaid, Sauli Niinistö, Katerina Sakellaropoulou, Michael D. Higgins, Sergio Mattarella, Zoran Milanović, Egils Levits, George Vella, Alexander Van der Bellen, Andrzej Duda, Marcelo Rebelo de Sousa, Borut Pahor, János Áder, Frank-Walter Steinmeier |
| 17. | 2022 | Valletta                      | Malta        | Rumen Radew, Alar Karis, Katerina Sakellaropoulou, Michael D. Higgins, Sergio Mattarella, Zoran Milanović, Egils Levits, George Vella, Andrzej Duda, Marcelo Rebelo de Sousa, Borut Pahor, Zuzana Čaputová, Katalin Novák, Frank-Walter Steinmeier                             |
| 18. | 2023 | Porto                         | Portugal     | Rumen Radew, Alar Karis, Sauli Niinistö, Katerina Sakellaropoulou, Michael D. Higgins, Sergio Mattarella, Zoran Milanović, Edgars Rinkēvičs, George Vella, Andrzej Duda, Marcelo Rebelo de Sousa, Nataša Pirc Musar, Katalin Novák                                             |
| 19. | 2024 | Krakau                        | Polen        | Rumen Radew, Alar Karis, Katerina Sakellaropoulou, Sergio Mattarella, Zoran Milanović, Edgars Rinkēvičs, Andrzej Duda, Peter Pellegrini, Nataša Pirc Musar, Tamás Sulyok, Frank-Walter Steinmeier                                                                              |